# San Agustín del Guadalix
San Agustín del Guadalix er en by og kommune i det centrale Spanien i Madrid-regionen. Den har et indbyggertal på 13.762 (2024) indbyggere.